# Vi veri universum vivus vici
Vi Veri Universum Vivus Vici es una frase en latín, que quiere decir "Por el poder de la verdad, yo, estando vivo, he conquistado el universo".

La frase puede ser también escrita como Vi Veri Vniversvm Vivvs Vici, dado que en el alfabeto latino original la 'u' no existía sino como una variante de la grafía 'v' (para el sonido actual /w/). Popularmente se lo cita como "Veniversum" pero esto es un error tipográfico popularizado por el cómic "V de Vendetta", y que no tiene sentido etimológicamente. 
La cita es generalmente atribuida a la obra Fausto de Johann Wolfgang von Goethe, donde aparece supuestamente como Vi veri ueniversum vivus vici, aunque no ha sido posible encontrar una cita directa.
El mago y ocultista Aleister Crowley tomó la frase como su emblema mágicotodos para su organización ocultista "Astrum Argentum", al alcanzar el grado de Magíster Templi.
El escritor Alan Moore, quien se autoproclamó Mago del Caos en enero de 1994 y autor de la novela gráfica V de Vendetta ha manifestado en numerosas ocasiones su interés por la figura del mago inglés Aleister Crowley.
En el cómic original V de Vendetta de Alan Moore, en el que la película está basada, la frase es atribuida a "un caballero alemán llamado Dr. John Faust."
Recientemente la frase ha ganado popularidad gracias a la película V for Vendetta, en la que el personaje principal (interpretado por Hugo Weaving) la cita como su "lema personal, al igual que el de Fausto". En dicha película, la traducción se adapta de manera libre para ser "Por el poder de la verdad, mientras viva, habré conquistado el universo".